# 魏建军
魏建軍（1964年—），男，河北保定人，中国企业家，現任長城汽車股份有限公司董事長。曾任河北省十届人大代表、保定市工商联合会副会长。

## 生平

### 接手长城工业公司
1984年，魏德良在保定南大园乡创办集体所有制的长城工业公司，注册资本80万元，主要从事汽车改装业务。1989年，魏德良出车祸去世，保定南大园乡派人接管长城工业公司。因为经营不善，公司第二年就陷入困境，负债200万元，开始欠薪。乡政府只好开出优惠条件招揽承包人。
魏德良的侄子，26岁的魏建军表示自己愿意承包，在1990年7月成了长城工业公司的总经理。1991年3月21日，魏建军与乡政府签订5年的公司承包合同。1993年魏建军找来王凤英，任营销总经理，公司推出拼装车产品，“长城轿车”——用其他车的底盘，手工拼装而成，以10万元左右的价格在东北快速打开销路（当时主流轿车桑塔纳价格为20万元左右）。
1994年中国颁布《汽车工业产业政策》，汽车产业实行“目录制”，长城轿车没有生产资质，也上不了牌照。1995年魏建军前往泰国和美国考察，并确定了公司产品战略——皮卡。长城从保定当地田野汽车厂挖来技术人员，从绵阳新晨厂采购发动机，从唐山齿轮厂采购变速箱，进行皮卡的生产。1996年，长城皮卡迪尔下线。长城再次以低价策略占领市场。

### 改组长城汽车集团，取得公司实控权
1998年4月，南大园乡政府表示，为感谢魏建军对公司的特殊贡献，授予其相当于公司权益净值中每年增长率200%以上的股本权益（占长城工业公司股本19.87%）。同时，他还获得了从1994年开始的10%的公司税后利润，累计214万元。但魏建军没有要这笔钱，而是转为5.48%股权。由此，他获得了长城工业公司25%的股权。南大园乡还公布了一个大度的股权计划：乡政府持股65%，余下10%的股份，留给有突出贡献的员工，由工会管理。1998年6月，公司改制为长城汽车集团。
1998年8月，南大园乡政府基金会出现严重呆坏账，乡政府决定将持有的21％长城汽车集团股权，作价800万元，转让给魏建军，自此，魏建军持股46%，成为集团的控股股东。
2001年，乡政府将持有的44%的长城汽车股权，转让给政府持股平台南大园经管中心，同时，公司工会将原来员工持有的10%的股份，分别转让给魏建军的父亲魏德义（9%），母亲陈玉芝（0.5%），太太韩雪娟（0.5%）。魏建军与其家族一致行动人总共持有长城汽车56%的股份。

### 低价拍得大午集团资产
保定企业家孙大午被政府判刑后，其大午农牧集团也被高碑店市人民法院于2022年4月拍卖，河北保定芮溪科技有限公司以6.861亿人民币的低价拍到手，而保定芮溪是2022年4月12日才成立的新公司，法定负责人赵安东是个90后，是魏建军妹妹的儿子，魏建军为实控人。这次拍卖被传媒批评为官商勾结抢劫民营资产的卑劣行为。

## 家庭
父亲魏德义，保定太行机械厂（太行集团）创办者，80年代退伍军人。
女儿魏巍。

## 影响

### 荣誉
全國勞動模範、河北省明星青年鄉鎮企業家、保定市優秀企業家。

### 财富
魏氏為河北首富，2016年胡润百富榜，魏建军、韩雪娟夫妇以395亿财富排名第36位。